# Alfonso Velásquez Tuesta
Alfonso Felipe Velásquez Tuesta (Lima, 25 de febrero de 1953) es un ingeniero económico, empresario y político peruano. Fue ministro de la Producción del Perú en el gobierno de Alejandro Toledo, desde el 16 de febrero del 2004 hasta el 25 de febrero del 2005.

## Biografía
Estudió Ingeniería Económica Universidad Nacional de Ingeniería, siguió un diploma en Alta Gerencia en el Instituto Tecnológico de Monterrey así como un Máster en Innovación y Emprendimiento en la Universidad de Salamanca.
En 1991 fundó Procesadora Perú S.A.C. 
Entre 2002 y 2004 fue presidente de la Asociación de Exportadores (ADEX). Como tal, fue representante del sector empresarial ante el Consejo Directivo del Consejo Nacional de la Competitividad. 
El 16 de febrero de 2004, fue nombrado ministro de la Producción del Perú por el presidente Alejandro Toledo. Permaneció en el cargo hasta febrero de 2005, donde fue reemplazado por David Lemor.
En 2005 fue designado presidente del Consejo Directivo del Programa Nacional de Apoyo Directo a los más Pobres (JUNTOS). Se mantuvo en el cargo hasta 2008. De 2011 a 2018 fue presidente Ejecutivo de Sierra y Selva Exportadora.
En 2019 fue elegido nuevamente presidente de la Asociación de Exportadores (ADEX).
Para las elecciones generales del 2021, participó como miembro del equipo técnico de Rafael López Aliaga del partido Renovación Popular.